# مورانی
مورانی، روستایی از توابع بخش مرکزی شهرستان پلدختر در استان لرستان ایران است.

## جمعیت
این روستا در دهستان ملاوی قرار دارد و براساس سرشماری مرکز آمار ایران در سال ۱۳۹۵، جمعیت آن ۱۷۷۰ نفر (۵۴۶خانوار) بوده‌است.

## آثار تاریخی

### تپه باستانی
تپهٔ باستانی مورانی به سده‌های ۸–۱۰ هجری قمری است و در ۲۰۰ متری شرق مورانی واقع شده است.
این اثر در تاریخ ۲۲ آبان ۱۳۸۶ با شماره ۲۰۰۹۳ در فهرست آثار ملی ثبت شد.
لازم است ذکر شود این تپه در کنار و سمت غربی قبرستان روستای مورانی واقع شده است؛ و هنوز آثار جزئی از ملات ساروج و سنگ در آن پیداست.

### کشف آثاری از دوران عصر مفرغ
به تازگی آثاری از دوران عصر مفرغ در روستای مورانی کشف شده که نشان می‌دهد این منطقه قدمتی تاریخی دارد. باستان شناسان از کشف یک گورستان و کشف اشیای تزئینی و مفرغ‌هایی، خبر دادند.
این اولین کشف از عصر مفرغ درلرستان است.
در این کاوش شواهدی هم از عصر مس گری پیدا شده است!

## محصولات کشاورزی و باغداری
از محصولات کشاورزی در این روستا می‌توان به انواع حبوبات (لوبیا، نخود، عدس و …)، گندم، جو، ذرت، انواع سیفی جات (خیار، گوجه، بادمجان و …)، انواع سبزیجات (تره، پیاز، ریحان، مرزه، کاهو، تربچه و …) و … نام برد و از میان محصولات باغداری می‌توان به انجیر، لیمو، انگور و انار اشاره کرد. بیشترین تولیدات کشاورزی این روستا مربوط به کشت خیار و ذرت و سبزی می‌باشد.

## مراکز آموزشی، تفریحی و ورزشی
روستای مورانی از مراکز آموزشی ابتدایی، راهنمایی و دبیرستان برخوردار است.
همچنین این روستا دارای یک زمین خاکی اختصاصی برای فوتبال و والیبال و یک مجموعه ورزشی چند منظوره سر پوشیده برای ورزش‌های گروهی و سالن پرورش اندام است.

## امکانات
این روستا از امکانات زیادی مانند: برق، آب، گاز، مدارس مجهز، سالن ورزشی چند منظورهٔ سرپوشیده و … برخوردار است. همچنین نام گذاری خیابان‌ها و کوچه‌های این روستا انجام شده است.

## مکان‌های گردشگری
برخی مکان‌های گردشگری در روستای مورانی:
- ماهیگیری انواع ماهی کپور با نام محلی شیربت، چارسول، خاکهر
- سلطان کوه
- آب زله
- انارستان
- مله مورت
- نانوا
- شیر و بیشه
- دو داره (دو درخت)

سلطان کوه:کوهی زیبا در مجاور روستا که پوشیده از درختان بلوط است و چراهگاه دامداران می‌باشد، آب زله: مناظر زیبا با چندین چشمه زلال در نقاط مختلف که آبشخور پرندگان بومی چون کبک، تیهو و … می‌باشند، انارستان: محلی دارای باغات انار خودرو، مله مورتمحلی دارای درختان خودروی مورت (مورد)، نانوا: مکانی دارای چشمه‌های زلال از دل سخره‌ای کوهستان و دارای گیاهان دارویی چون پر سیاوشان، شیر و بیشه: بیشه‌ای در حاشیه رودخانه کشکان که در روزگاران قدیم مکان گربه سانانی چون شیر و پلنگ بوده است که در این مکان یک چشمه آب گوگرد دار وجود داشته که به علت احداث چاه‌هایی برای آب رسانی به پلدختر و روستاهای اطراف آب آن خشکیده است.